# DAT (linie lotnicze)
DAT (do 2020 r. pod nazwą Danish Air Transport) – duńska linia lotnicza z siedzibą w Vamdrup.

## Porty docelowe
DAT obecnie wykonuje loty rejsowe na terenie dwóch państw:
- Dania
  - Billund (port lotniczy Billund)
  - Bornholm (port lotniczy Bornholm)
  - Esbjerg (port lotniczy Esbjerg)
  - Karup (port lotniczy Karup)
  - Kopenhaga (port lotniczy Kopenhaga-Kastrup)
- Norwegia
  - Oslo (port lotniczy Oslo-Gardermoen)
  - Stavanger (port lotniczy Stavanger)
  - Stord (Port lotniczy Stord)

## Flota[3]
- Airbus A320-200 (2 sztuki)
- Airbus A321-200 (1 sztuka)
- ATR 42-300 (4 sztuki)
- ATR 42-500 (2 sztuki)
- ATR 72-200 (5 sztuki)
- ATR 72-500 (1 sztuki)
- ATR 72-600 (3 sztuki)